# Mount Guyon
Mount Guyon ist ein 2541 m hoher und klippenartiger Berg mit kleinem Gipfelplateau im ostantarktischen Viktorialand. Er ragt an der Westseite des Deception-Gletschers auf und stellt die höchste Erhebung der Warren Range dar.
Die ursprüngliche Benennung als Mount Warren geht auf die Nordgruppe der Commonwealth Trans-Antarctic Expedition (1955–1958) zurück. Da es mit dem Mount Warren in der Sentinel Range des westantarktischen Ellsworthgebirges bereits einen Berg desselben Namens gab, änderte das New Zealand Antarctic Place-Names Committee im Jahr 1999 die ursprüngliche in die heutige Benennung um. Namensgeber ist der neuseeländische Geologe Guyon Warren (1933–2003), ein Teilnehmer der Expedition.